# A1 Telekom Austria
Die A1 Telekom Austria AG (Markenauftritt: A1) ist mit mehr als 5,4 Millionen Mobilfunk- und 2,3 Millionen Festnetz-Kunden der führende Kommunikationsanbieter in Österreich. Sie betreibt eigene Netze für mobile sowie standortgebundene Telefonie und ist eine 100 %-Tochter der Telekom Austria AG. Somit ist das Unternehmen die Österreich-Tochter der Telekom Austria Group, die in acht Ländern Zentral- und Osteuropas aktiv ist.
Die A1 Telekom Austria bietet konvergente Kommunikationslösungen an. Das Produktportfolio umfasst Sprachtelefonie, Internetzugang, digitales Kabelfernsehen, Daten- und IT-Lösungen, Mehrwertdienste, Wholesale-Services und mobile Business- und Payment-Lösungen. Am Markt operiert die A1 Telekom Austria unter den Marken A1 (gesamtes Basisangebot), bob (No-Frills-Mobilfunk), Yesss! (Mobilfunk), Red Bull MOBILE (Kooperation mit Red Bull) und XoXo (für Studenten). Sie beschäftigt in Österreich 7.600 Mitarbeiter.

## Geschichte
Siehe auch Geschichte der Telefonie in Österreich sowie die Geschichte der Vorgängerorganisationen
Die heutige A1 Telekom Austria AG stammt ursprünglich aus der 1887 gegründeten Post- und Telegraphenverwaltung, die 1996 durch die gegründete Post und Telekom Austria AG (PTA) eingebracht wurde. Nach Abspaltung der Österreichischen Post AG im Jahr 1998 firmierte diese unter dem Namen Telekom Austria AG. Die Telekom Austria AG wurde im Juni 2006 in die strategische Holding Telekom Austria Group und die für das Österreichgeschäft zuständige Telekom Austria fixnet AG aufgeteilt. Die Telekom Austria fixnet AG wurde kurze Zeit später in Telekom Austria TA AG und nach der Verschmelzung mit der mobilkom austria AG am 8. Juli 2010 schlussendlich in A1 Telekom Austria umfirmiert.
Die bis dahin ausländischen Tochterunternehmen der mobilkom austria AG wurden im Zuge der Verschmelzung direkt der Telekom Austria unterstellt. Somit ist A1 Telekom Austria auch im Mobilbereich ausschließlich für den österreichischen Markt zuständig. Mit dieser organisatorischen Zusammenziehung ihrer Festnetz- und Mobilfunkbereiche folgte die Telekom Austria einem weltweiten Trend der 2000er/2010er Jahre, die in den 1990ern erfolgte Trennung von Festnetz und Mobilfunk wieder rückgängig zu machen.
Zum 14. Juni 2011 wurde mit der überarbeiteten ehemaligen Mobilfunk-Marke A1 ein gemeinsamer Markenauftritt für alle Produktbereiche der A1 Telekom Austria geschaffen. Zuvor hatten die Produktbereiche Festnetz-Sprachtelefonie (Telekom Austria), Festnetz-Internet (aon), digitales Fernsehen (aonTV) und Mobilfunk (A1) jeweils einen eigenen Markenauftritt. Neben dieser gemeinsamen Marke operiert die A1 Telekom Austria weiterhin unter den Marken bob, yesss! und Red Bull MOBILE.

## Leitung

### CEO
Ab dem Jahr 2009 führte Hannes Ametsreiter die A1 als Generaldirektor und Vorstandsvorsitzender (CEO). Danach folgte intermitisch Alejandro Plater. Nach ihm war Margarete Schramböck von Mai 2016 bis Oktober 2017 CEO. Im Oktober 2017 übernahm CTO Marcus Grausam zusätzlich zunächst interimistisch die Aufgaben von Schramböck. Im September 2018 wurde Marcus Grausam als CEO bestätigt.

### Aufsichtsratsvorsitz
Vom 15. Mai 2019 bis zum 31. August 2023 war Thomas Arnoldner Aufsichtsratsvorsitzender der A1 Telekom Austria. Sein Nachfolger ist Alejandro Plater, während Arnoldner zum stellvertretenden Vorstandsvorsitzenden wurde.

## Produktbereiche
Das Unternehmen stellt herkömmliche Festnetzanschlüsse (POTS), ISDN, xDSL und Asynchronous Transfer Mode zur Verfügung. Außerdem wird das Datex-P Netz betrieben, an das die Lotto/Toto-Terminals, Bankomaten und Bankomatkassen angebunden sind. Das Unternehmen ist in Österreich auch für den Betrieb der öffentlichen Telefonzellen zuständig, von denen im Jahre 2003 1.000 Telefonzellen technisch zu sogenannten Multimedia Stations (MMS) aufgerüstet wurden, welche nun neben Telefonie auch Zugang zum Internet sowie den Versand von SMS-Nachrichten und Bildern ermöglichen.
Weiters werden Festnetz-Internetprodukte angeboten. Diese umfassen Glasfaserdienste, Dial-In, ADSL und VDSL.
Seit März 2006 wird mit A1 TV (früher aonTV) digitales Fernsehen (IPTV) übertragen. Mittels Mediabox können mehr als 150 Fernseh- sowie über 300 Radiosender empfangen werden, zusätzlich stehen Video-on-Demand, die Verknüpfung von Fernsehgerät und PC sowie weitere Dienste wie eine Online-Festplatte zur Verfügung. 2020 wurde das bisherige A1 TV in A1 Xplore TV, welches TV- und Streamingdienste vereinen soll, umbenannt.
Im Mobilfunk-Segment tritt das Unternehmen mit den Marken A1, bob und Red Bull MOBILE am österreichischen Markt auf. Nach der Übernahme von Orange durch Hutchison Drei Austria übernahm A1 im Jänner 2013 die Orange Tochtergesellschaft yesss!. Im Zeitraum Oktober 2016 bis Ende 2021 wurden unter der Marke Educom Tarife für Studenten in Kooperation mit Edustore angeboten.

## Netzinfrastruktur
Im Bereich Mobilfunk bietet das Unternehmen mit GSM, EDGE, UMTS, HSDPA, HSPA+, HSUPA, LTE und 5G Technologien unterschiedlicher Generationen an. Je nach Standort stehen eine oder mehrere Technologien zur Verfügung.
Mit der 4. Mobilfunkgeneration LTE (Cat-6) werden derzeit Geschwindigkeiten von bis zu 300 Mbit/s im A1-Netz erreicht.
Laut einem Test des Fachmagazins Connect im Jahr 2014 verfügt das Unternehmen über das beste Mobilfunk-Netz Österreichs und belegt in acht von neun Kategorien den ersten Platz. Im Jänner 2020 hatte A1 den Betrieb des 5G-Netzes aufgenommen, im Jahr 2023 beträgt die Netzabdeckung bereits 80 % der Bevölkerung.
Im Festnetz-Bereich können derzeit 97 % der österreichischen Bevölkerung mit ADSL erreicht werden. Überall dort, wo der Glasfaserausbau der kupferbasierten „letzten Meile“ – also der Strecke von der Vermittlungsstelle zum Endkunden – vorerst nicht sinnvoll ist, werden Breitbandzugänge mittels fiber to the ... (FTTX) umgesetzt. Aufgrund des exponentiell steigenden Datenvolumens wächst der Bedarf an belastbaren Verbindungen. Daher werden die bestehenden Kupferleitungen sukzessive durch Glasfaserleitungen ersetzt. 2014 waren über 3 Millionen Haushalte und Gewerbebetriebe mit dem A1 Glasfasernetz erreichbar, das sind rund 70 %.

## Regulierung
Die Rechtsvorgänger der A1 Telekom Austria waren bis zur Liberalisierung des Telekom-Marktes in Österreich das einzige Unternehmen im Festnetzsektor. Die A1 Telekom Austria übernahm das größte Leitungsnetz in Österreich sowie die nicht unerheblichen Schulden. Die Rundfunk und Telekom Regulierungs-GmbH (RTR) reguliert seither den österreichischen Markt. Ihre primäre Aufgabe ist es, einen funktionsfähigen Wettbewerb zu sichern und in Streitfällen einzugreifen.

## Marktanteil
Der Marktanteil am österreichischen Telefoniemarkt (Festnetz und Mobilfunk) betrug Ende 2016 45,1 %, bei Breitband 45,4 %.
Bei den österreichischen Mobilfunkanschlüssen betrug der Marktanteil 39,1 %.
Die A1 Telekom Austria und ihre Vorgängergesellschaften waren damit stets Marktführer in Bezug auf die Anzahl der Endkunden in Österreich.

## Kritik
Bei den Big Brother Awards Austria 2008 (Negativpreis) hat die A1 Telekom Austria für ihren Umgang mit Kundendaten gegenüber der Pornoindustrie den Publikumspreis gewonnen.
Mitte November 2017 wurde dem Mobilfunk-Marktführer vorgeworfen, das Datenvolumen ausgewählter Streaming-Dienste nicht zu verrechnen. Die Regulierungsbehörde nahm daraufhin Ermittlungen wegen möglicher Verletzung der Netzneutralität auf.

## Eingestellte Produkte
- abroadband war ein Produkt für weltweites mobiles Internet.[29] Es wurde im Februar 2011 vorgestellt und mit 1. April 2014 eingestellt. Abroadband-Produkte können nicht mehr erworben oder genutzt werden.[30]